# 마리아 크리스천
마리아 크리스천(Maria Christian, 1965년 ~ )은 아일랜드의 가수이다. 유로비전 송 콘테스트 1985에서 아일랜드 대표로 참가했다.